# Melicope elleryana
Espèce
Melicope elleryana est une espèce de plante de la famille des rutacées poussant dans les forêts humides australiennes.
C'est un arbre de taille petite à moyenne de la forêt tropicale qui atteint 25 mètres de hauteur et un diamètre de 60 cm. Son aire de répartition naturelle s'étend du fleuve Clarence (29 ° S) en Nouvelle-Galles du Sud au nord de l'Australie. On le trouve aussi en Nouvelle-Guinée et aux îles Salomon. On le trouve généralement dans les zones fluviales de forêt tropicale.
Son tronc est presque blanc, d'une apparence pâteuse, avec une épaisse couche d'écorce liégeuse  morte. Le tronc est légèrement étayé ou bridé à la base.
les feuilles sont trifoliées, pour la plupart ovales, de 6 à 13 cm de long, se terminant en pointe mousse à l'extrémité. Cet arbre est la plante hôte de prédilection pour le papillon Papilio ulysses.
Les fleurs sont regroupées en panicule ou en cyme à l'aisselle des feuilles anciennes. Les fleurs individuelles roses font de 3 à 4 cm de long et apparaissent de janvier à mars.
Le fruit est une coque sèche composée de deux à quatre cellules. Il atteint sa maturité de juillet à décembre, expulsant par son extrémité une seule graine, d'un noir brillant, aplatie, de 4 à 5 cm de long. La germination est imprévisible, commençant dans les 30 jours ou prenant plusieurs années. Faire tremper les graines pendant plusieurs jours semble supprimer certains des inhibiteurs de germination.